# Drosophila papilla
Drosophila papilla är en tvåvingeart som beskrevs av Zhang och Shi 1992. Drosophila papilla ingår i släktet Drosophila och familjen daggflugor.
Artens utbredningsområde är provinsen Yunnan i Kina.